# Johol
Johol (chinesisch 柔河, Pinyin RóuHé) ist eine Stadt, ein Mukim (Verwaltungseinheit) und ein Wahlkreis (State Assembly Constituency) im Kuala Pilah District, im Bundesstaat Negeri Sembilan von Malaysia. Johol ist einer der historischen „Neun Staaten“, aus denen der Bundesstaat besteht, nämlich: Gunong Pasir Inas, Jelebu, Jempol, Muar, Rembau, Sungei Ujong, Terrachi und Ulu. Die Minangkabaukultur ist noch heute an vielen Stellen präsent, in der Architektur und dem Dialekt der malaiischen Sprache.

## Geographie
Der Hauptort liegt etwa auf halber Strecke zwischen Tampin und Kuala Pilah an der Malaysia Federal Route 9 (Jalan Karak–Tampin, JKR 9), im Tal von Sungai Ponting und Anak Ayer Selimbah. Nach Süden schließt eine Hügelkette das Tal ab (Bukit Champaral, 353 m ⊙), wo auch das Schutzgebiet Rizab Melayu Ulu Gemencheh liegt.

## Sehenswürdigkeiten
Im Ort steht eine der ältesten Shell-Tankstellen. Die Tankstelle liegt an der Jalan Besar (Highway 9) und stammt aus den 1930er Jahren.

## Politik
Johol wird noch immer von einem Fürsten (Undang Luak von Johol) regiert. Der derzeitige Herrscher ist Datuk Johan Pahlawan Lela Perkasa Setiawan Muhammad Abdullah (15. Undang). Er ist einer der vier Undang, die an der Wahl des Yamtuan Besar von Negeri Sembilan beteiligt sind; die anderen drei kommen aus Sungai Ujong (mit der Hauptstadt Seremban und mit Port Dickson), Jelebu und Rembau.
Johol gehört zum Parlaments-Wahlkreis von Kuala Pilah (Parlimen Malaysia) und bildet auch einen Wahlkreis der Negeri Sembilan State Legislative Assembly.